# Operaciones en Formosa (1945)
Las Operaciones en Formosa fueron una serie de misiones aéreas realizadas en julio y agosto de 1945 por el Escuadrón 201 de la Fuerza Aérea Expedicionaria Mexicana, en coordinación con la 5ª Fuerza Aérea de los Estados Unidos, contra posiciones japonesas en la isla de Formosa (actual Taiwán), durante la Segunda Guerra Mundial.  
Estas acciones ocurrieron tras la participación del escuadrón en la Batalla de Luzón y representaron la primera vez en la historia que una unidad militar mexicana combatió en operaciones aéreas fuera de América.  

## Antecedentes
Tras su participación en la Batalla de Luzón, el Escuadrón 201 de la Fuerza Aérea Expedicionaria Mexicana fue asignado al 58th Fighter Group de la 5ª Fuerza Aérea de los Estados Unidos. Su misión era ejecutar operaciones aéreas de largo alcance contra objetivos japoneses en Formosa (actual Taiwán), en el marco de la campaña de aislamiento de las posiciones niponas en el Pacífico occidental.

## Fuerzas participantes

### Aliados
- Fuerza Aérea Expedicionaria Mexicana
  - Escuadrón 201 (~300 hombres, 30 pilotos, resto personal de apoyo).
  - Comandante general: Coronel Antonio Cárdenas Rodríguez.
  - Comandante operativo: Capitán Radamés Gaxiola Andrade.

- United States Army Air Forces
  - 5ª Fuerza Aérea, bajo el mando del General George Kenney.
  - 58th Fighter Group, al que se integró el Escuadrón 201.
  - Comando supremo del teatro: General Douglas MacArthur.

### Imperio del Japón
- Guarniciones militares en Formosa (actual Taiwán).
- Unidades antiaéreas y defensa local.
- Comandantes no identificados en la bibliografía disponible.

## Orden de batalla
| País                          | Unidad principal                        | Comandantes                                            |
| ----------------------------- | --------------------------------------- | ------------------------------------------------------ |
| Bandera de México             | Escuadrón 201 (FAEM)                    | Coronel Antonio Cárdenas R. Capitán Radamés Gaxiola A. |
| Bandera de Estados Unidos     | 58th Fighter Group, 5ª Fuerza Aérea     | General George Kenney General Douglas MacArthur        |
| Bandera del Imperio del Japón | Guarniciones y defensa aérea en Formosa | No documentados                                        |

## Operaciones
Entre el 6 y el 9 de julio de 1945, el Escuadrón 201 realizó cuatro barridos de combate (fighter sweeps) sobre Formosa (actual Taiwán). Se detectaron aeronaves no identificadas a distancia, pero no se produjeron enfrentamientos debido a la separación y la cobertura de nubes.
El 8 de agosto de 1945, ocho P-47 Thunderbolt del escuadrón participaron en una misión de bombardeo en picado contra el puerto de Karenkō (actual Hualien). Debido a las limitaciones de combustible, dos aeronaves debieron desviarse a un aeródromo alterno. El ataque fue declarado no efectivo.

## Consecuencias
Aunque las misiones en Formosa no registraron combates directos ni bajas confirmadas, constituyeron la primera ocasión en que una unidad militar mexicana combatió fuera del continente americano bajo mando aliado. Las operaciones se realizaron en la fase final de la guerra, pocos días antes de la rendición del Imperio del Japón el 15 de agosto de 1945.